# Pollice verso

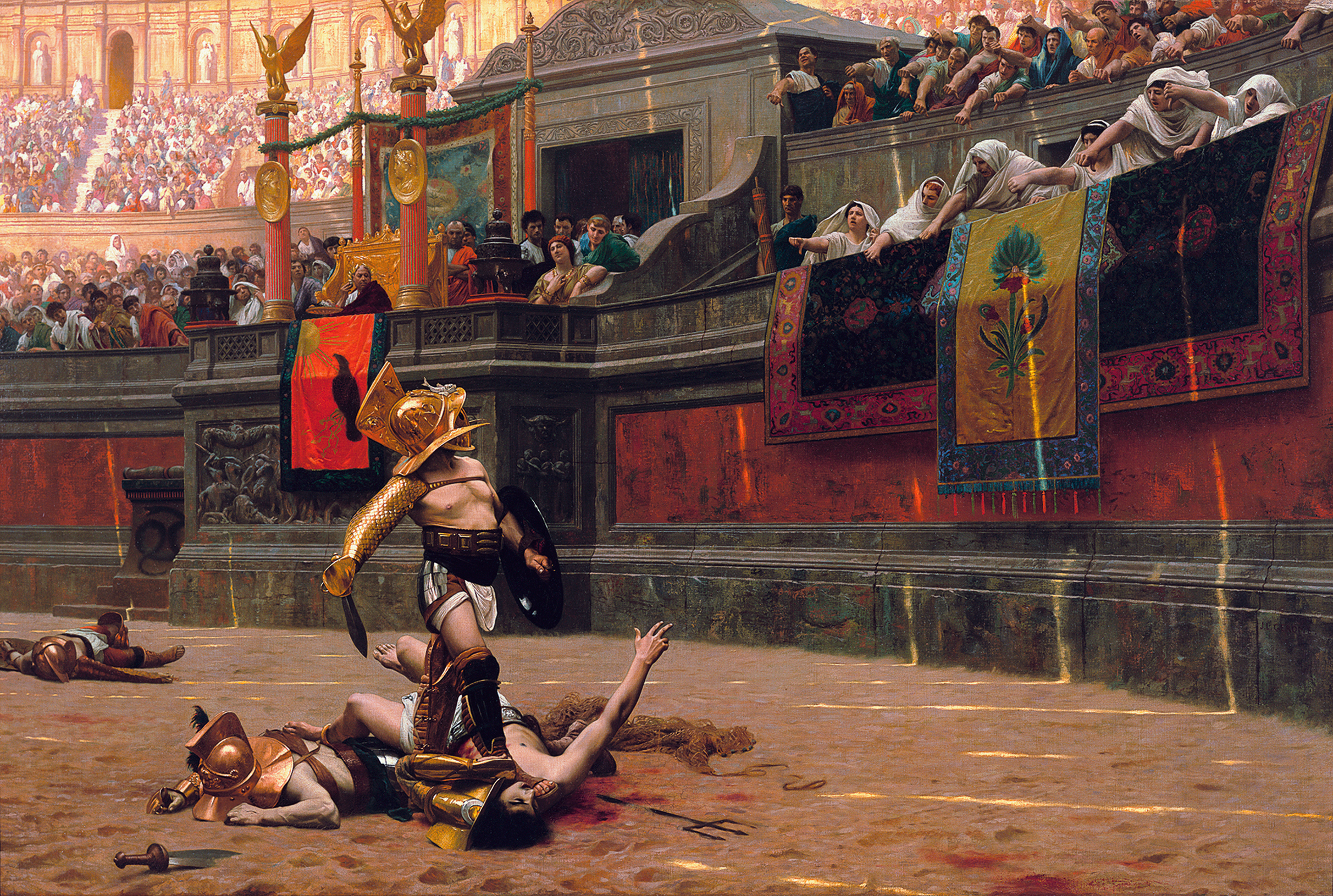
Pollice Verso (1872) pintura de Jean-Léon Gérôme (Museu de Arte de Phoenix).

Pollice verso ou verso pollice é uma frase latina que significa "com o polegar virado", usado nas lutas de gladiadores. Refere-se ao gesto feito pelos espectadores romanos como forma de julgamento do gladiador derrotado.
O gesto descrito pela frase pollice verso não é claro. Segundo os registros históricos e literários, não se sabe com certeza se o polegar era virado para cima, para baixo, se ficava na horizontal ou se era escondido na própria mão, para indicar um julgamento positivo ou negativo.
Em termos correntes, presume-se que, se o polegar está virado para cima, então, o gladiador deveria ser condenado à morte; se estivesse para baixo, seria poupado.